# Минијера ди Мурло
Минијера ди Мурло је насеље у Италији у округу Сијена, региону Тоскана.
Према процени из 2011. у насељу је живело 33 становника. Насеље се налази на надморској висини од 206 м.